# روبرتو فيدال (مصرفي)
روبرتو فيدال (بالإسبانية: Roberto Vidal)‏ هو مصرفي بيروفي، ولد في 7 سبتمبر 1925 في ليما في بيرو، وتوفي في 26 أبريل 1989.